# 워베스

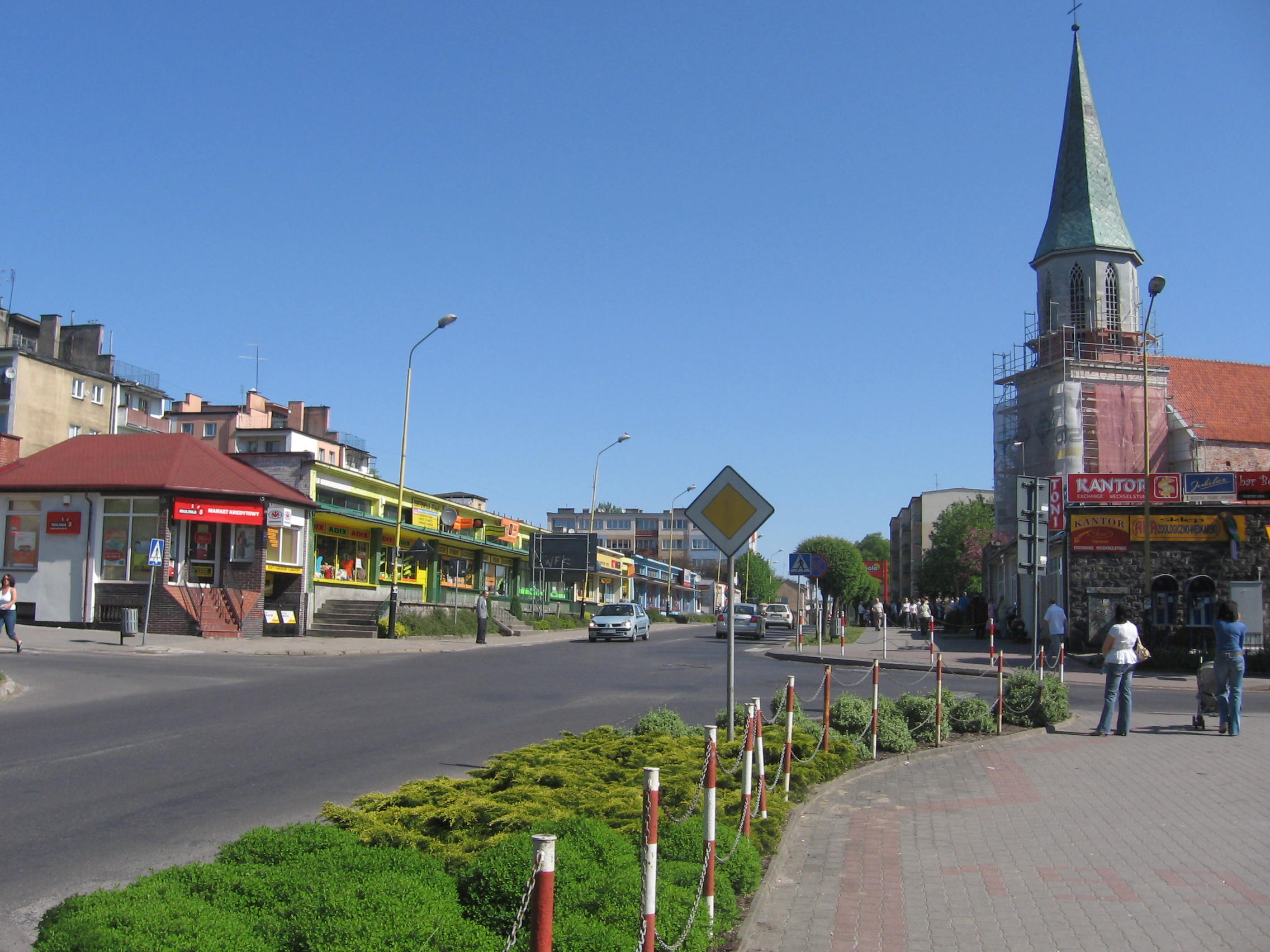
워베스

워베스(폴란드어: Łobez, 독일어: Labes)는 폴란드 서포모제주에 위치한 도시로 면적은 12.84km2, 인구는 10,409명(2015년 기준), 인구 밀도는 811명/km2이다.

시기
시 문장